# Костянтинівка (Озерський міський округ)
Костянтинівка (рос. Константиновка) — селище Озерського міського округу, Калінінградської області Росії. Входить до складу Красноярського сільського поселення.
Населення —  84 особи (2015 рік). 

## Населення
| 2002 | 2010 |
| ---- | ---- |
| 576  | ↘84  |